# Fulvaleno
El fulvaleno (biciclopentadienilideno) o pentafulvaleno es el miembro de la familia de los fulvalenos con la fórmula molecular C10H8. Es de interés teórico como uno de los hidrocarburos conjugados no benzenoides más simples. El fulvaleno es un isómero inestable de los compuestos aromáticos benzenoides más comunes: naftaleno y azuleno. Consiste en dos anillos de 5 miembros, cada uno con dos enlaces dobles, unidos por un quinto doble enlace. Tiene simetría D2h.

## Historia
Un intento de síntesis del fulvaleno en 1951 por Pauson y Kealy resultó en el descubrimiento accidental del ferroceno. Su síntesis fue reportada por primera vez en 1958 por E. A. Matzner, trabajando a cargo de William von Eggers Doering. En este método, se puede preparar el fulvaleno haciendo reaccionar ciclopentadieno con N-butil-litio para formar el anión ciclopentadienuro. Este anión se convierte bajo la influencia de la luz en un radical intermedio, que se dimeriza muy rápidamente. El enlace formado finalmente se oxida con oxígeno a un doble enlace, creando el fulvaleno:
El fulvaleno se observó espectroscópicamente a 77 K a partir de la fotólisis de diazociclopentadieno (dimerización de dos carbenos de ciclopentadieno) con espectros UV que coinciden con los obtenidos por el grupo de Doering. El aislamiento final del compuesto se produjo en 1986 mediante un método similar al de Doering. Se encontró que el compuesto era no aromático y extremadamente reactivo por encima de -50 °C a través de la dimerización de Diels-Alder.

## Ligando en química organometálica

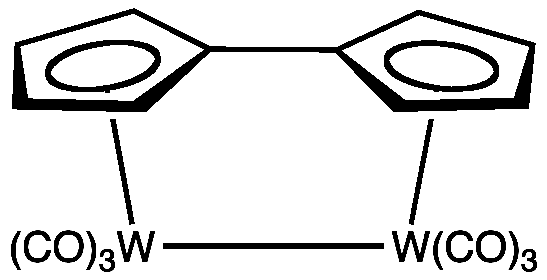
Complejo de wolframio con fulvaleno

El fulvaleno forma complejos organometálicos estables, que pueden considerarse formalmente como derivados del dianión C10H82-. El nombre generalmente se acorta y se denota como Fv.

## Compuestos derivados
El perclorofulvaleno C10Cl8 (el compuesto que deriva de sustituir todos los átomos de hidrógeno por átomos de cloro) es bastante estable en contraste con el hidrocarburo del que "deriva" formalmente (el fulvaleno). El tetratiafulvaleno es un semiconductor orgánico.